# Унціал

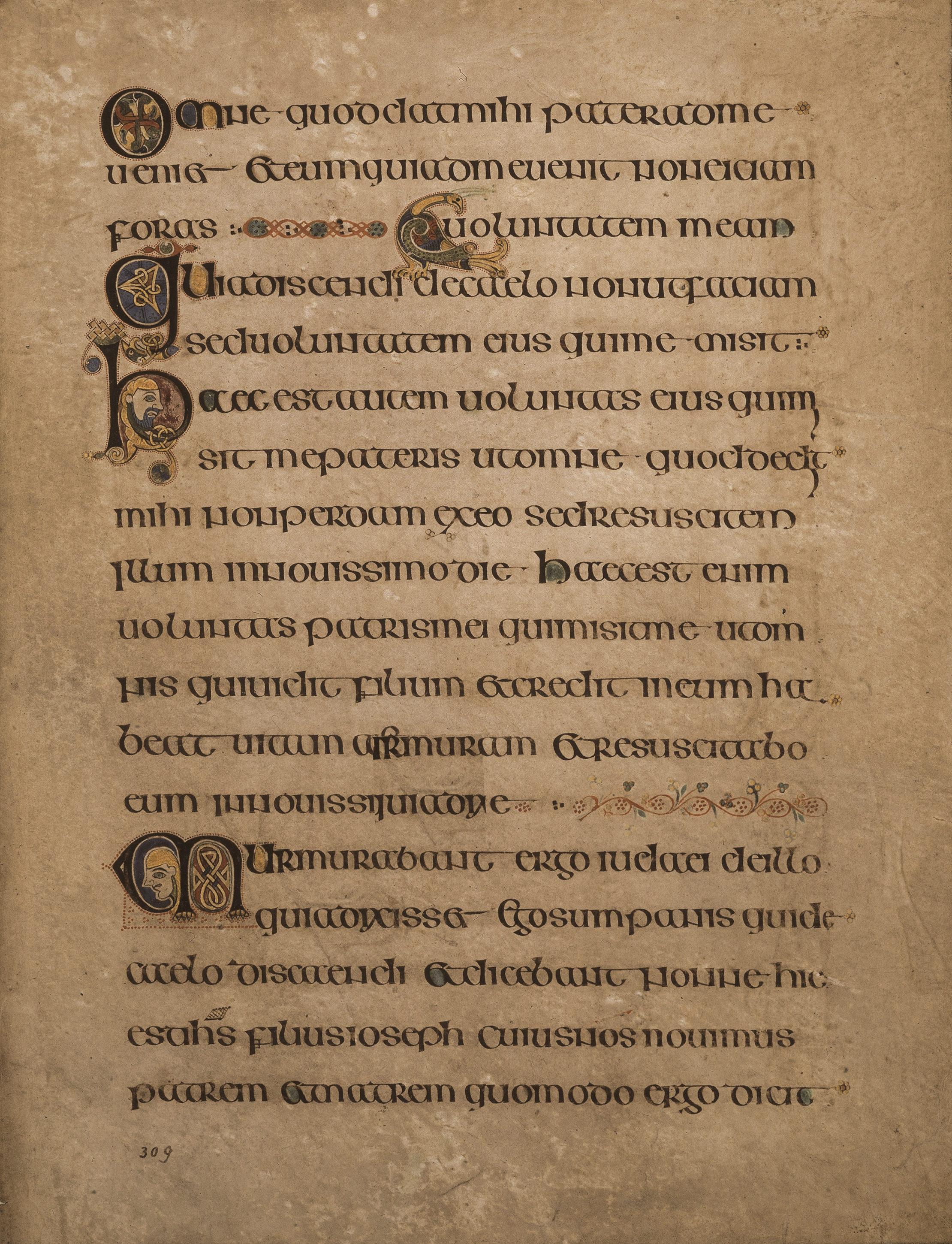
Сторінка з Келлської книги.

Унціа́л (унціальне письмо) — середньовічний рукописний шрифт, що склався до початку IV століття н. е. Застосування унціалу заохочувалося Християнською церквою для вжитку в рукописах Біблії. Тому рання християнська література відрізняється від класичних текстів того ж періоду. Унціал вирізнявся округлими формами, оскільки писався очеретяним або пташиним пером.
Ранній унціал (III—VI ст.) позбавлений зарубок.
Унціальне письмо, що розвинулось повністю в IV столітті,незабаром стало панівним книжковим письмом, і майже вся література того часу, що дійшла до нас, була ним написана. Оскільки писати унціалом було набагато легше і швидше ніж квадратним капіталом, і він був чіткіший, ніж рустика, то його вважають першим письмом, спеціально призначеним для написання ширококонечним пером.
В унціалі горизонтальні штрихи мають мале значення, і тому в написанні немає різких відсічень вгорі й внизу. Унціал залишався в ужитку до VIII століття, але унціальні форми, змішані з формами капітального письма, трапляються й у пізніші часи в заголовках і ініціалах.
Слід розрізняти унціал старий і новий.
Простою ознакою старого, або старшого унціалу є діагональний, приблизно 45 градусний напрям пера і відсутність зарубок. Найдавнішим прикладом старого унціалу в грецькому письмі є знахідки папірусу Тимофійя Мілетського, візантійські Синайський кодекс та трактат давногрецького лікаря Діоскорида
У новому унціалі спостерігаються загалом легкі зарубки і горизонтальний напрям пера. Але трапляється й похило писаний унціал. Якщо в капітальному написанні, слова одне від одного ще не відокремлені, то в унціальному VII століття це вже звична річ.
З часом в унціал стали дедалі більше просякатися елементи курсиву. Так у V ст. був порушений принцип розміщення букв рядка в межах двох ліній, що об'єднувало унціал з капітальним написанням, і через це він наблизився до рядкового курсиву.